# 千葉禎太郎

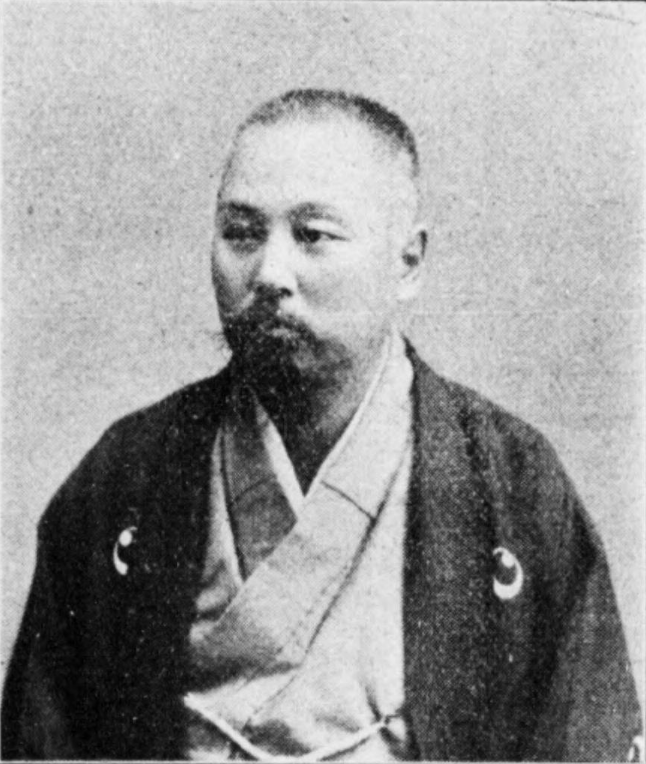
千葉禎太郎

千葉 禎太郎（ちば ていたろう、1847年4月3日（弘化4年2月18日）- 1931年（昭和6年）4月21日）は、幕末・明治から昭和時代前期の大地主、政治家、実業家、銀行家。衆議院議員（7期）。

## 経歴
上総国市原郡今富村（千葉県海上村、三和町を経て現市原市）出身。千葉氏の末裔。漢学を修める。1868年（明治元年）里正に就任。1875年（明治8年）千葉県代議人となり、村会議員、郡会議員、郵便局長、小学校長を歴任する。この間、戸長も務めた。1879年（明治12年）県制発布とともに千葉県会議員に当選し、市原倶楽部を設立した。ほか、大日本農会、大日本水産会連合品評会各評議員および協賛会長、千葉県教育会評議員、神国生命保険社長、興業貯蓄銀行、成田鉄道各監査役、千葉県農工銀行頭取、東京米穀取引所理事および監査役などを歴任した。
1890年（明治23年）7月の第1回衆議院議員総選挙では千葉県第1区から出馬し当選。以後、第2回、第3回、第4回、第7回、第9回、第10回総選挙（補欠選挙）で当選し衆議院議員に通算7期在任した。この間、立憲政友会協議員を務めた。